# 3960 Chaliubieju
3960 Chaliubieju eller 1955 BG är en asteroid i huvudbältet som upptäcktes den 20 januari 1955 av Purple Mountain-observatoriet i Nanjing, Kina. Den är uppkallad efter Cha Liubieju.
Asteroiden har en diameter på ungefär 8 kilometer.